# 布盧瓦王朝
布盧瓦王朝（法語：Maison de Blois），是法國歷史上的一個王朝，曾先後統治英格蘭王國以及納瓦拉王國。